# Pastor Persa
El Pastor Persa es una raza de perro originaria de Irán, moloso tipo mastín, es probablemente el perro más grande del mundo, imponente e intimidante.
Es utilizado como perro guardián, perro pastor y perro guardián de ganado como todo mastín. Además estos perro pueden llegar a considerarse como los más fuertes del mundo, ya que son perros pastores de los más antiguos y conviven la mayor parte de su vida luchando y protegiendo los rebaños de depredadores como osos, lobos y felinos de gran tamaño